# Юнацька збірна Росії з футболу (U-19)
Юнацька збірна Росії з футболу до 19 років — національна футбольна команда Росії, що представляє Російську Федерацію на юнацьких турнірах. У цю збірну можуть викликатися тільки гравці не старше 19 років.
Дана юнацька збірна регулярно виступає у відбіркових турнірах до юнацьких чемпіонатів Європи, однак не домагається останнім часом успіхів у відбіркових циклах. Успішніше вона виступає на малих турнірах (меморіал Гранаткіна, Різдвяний кубок та інші). Здобула лише одного разу срібні нагороди чемпіонату Європи (U-19) 2015 року.

## Юнацький чемпіонат Європи з футболу (U-19)
| Рік  | Раунд         | В | Н | П | Г+ | Г- |
| ---- | ------------- | - | - | - | -- | -- |
| 2007 | груповий етап | 0 | 1 | 2 | 4  | 9  |
| 2022 | фіналіст      | 2 | 1 | 2 | 9  | 5  |